# Лама
Лама (лат. Lama glama) је домаћа врста, настала доместификацијом гванака. Гаји се у подручју Анда, првенствено као теглећа животиња, а мање због меса и длаке. Припитомљена је око 3500 година пре нове ере у Перуу. Јавља се у различитим бојама, од беле, преко смеђе и сиве до црне. Често је шарена, у комбинацији ових боја. Висина до врха главе јој износи око 1,8 м, а маса између 130 и 200 кг.
Овај преживар са Анда је сродник камиле. Постоје четири врсте лама: гванако, лама, алпака и викуња. Гванако и викуња су и данас дивље врсте; ламе и алпаке су још у прадавна времена припитомљене и постале домаће животиње. Обе те врсте нашли су припитомљене већ први амерички досељеници. Ламе живе на висоравнима Кордиљера до висине од 4.500 метара. Лама се највише користи као теретна животиња; може да носи терет до 50 килограма читавих 12 сати! Алпака има кратку, мекану и неговану длаку, па се гаји првенствено због тога. Женке обично рађају једно младунче годину дана после парења. Све врсте лама се служе необичним начином одбране. Пуштају противника да им се приближи, а онда му нагло и жестоко пљуну у лице накупљену пљувачку и све што им се налази у устима, односно избљувану биљну храну.
Ламе су друштвене животиње и живе са другима као стадо. Њихова вуна је мекана и садржи само малу количину ланолина. Ламе могу научити једноставне задатке након неколико понављања. Када се користи товар, могу да понесу око 25 до 30% своје телесне тежине на 8 до 13  (5-8 миља). Име лама су преузели европски досељеници од перуанских староседелаца.
Сматра се да су преци лама потекли из Великих равница Северне Америке пре око 40 милиона година, а затим су мигрирали у Јужну Америку пре око три милиона година током Велике америчке размене. До краја последњег леденог доба (пре 10.000–12.000 година), камиле су изумрле у Северној Америци. Од 2007. године, било је преко седам милиона лама и алпака у Јужној Америци и преко 158.000 лама и 100.000 алпака, које потичу од потомака увезених крајем 20. века, у Сједињеним Државама и Канади.
У митологији Ајмара ламе су важна бића. За небеску ламу се каже да пије воду из океана и мокри док пада киша. Према есхатологији Ајмара, ламе ће се на крају времена вратити у водене изворе и лагуне одакле долазе.

## Класификација
Ламоиди, или ламе (како су познатије као група), састоје се од викуње (Vicugna vicugna, раније Lama vicugna), гванака (Lama guanicoe), Сури алпаке и Хуакаја алпаке (Vicugna pacos, раније Lama guanicoe pacos), и домаће лама (Lama glama). Гванако и викуње живе у дивљини, док ламе и алпаке постоје само као припитомљене животиње. Иако су рани писци упоређивали ламе са овцама, убрзо је препозната њихова сличност са камилама. Оне су уврштене у род Camelus заједно са алпаком у Systema Naturae (1758) Карла Линеа. Међутим, одвојио их је Жорж Кивје 1800. године под именом лама заједно са гванаком. ДНК анализа је потврдила да је гванако дивљи предак ламе, док је викуња дивљи предак алпаке; последња два су стављена у род Vicugna.
Родови Lama и Vicugna су, заједно са две врсте правих камила, једини постојећи представници веома различитог дела Artiodactyla или парнопрстих копитара, који се називају Tylopoda, или „квргаво стопаласти”, по особеним избочинама на табанима њихових стопала. Tylopoda се састоји од једне породице, Camelidae, и дели ред Artiodactyla са Suinae (свињама), трагулинама (мишевидни јелени), Pecora (преживари) и Whippomorpha (нилски коњи и китови, који припадају реду Artiodactyla са кладистичког, ако не традиционалног становишта). Tylopoda имају мање или више афинитета према сваком од сестринских таксона, стојећи у неким аспектима на средњој позицији између њих, деле неке карактеристике сваке од њих, мада у другима показују посебне модификације које се не налазе ни у једном другом таксону.
Открића из 19. века огромне и раније неочекивано изумрле палеогенске фауне Северне Америке, према тумачењу палеонтолога Џозефа Лејдија, Едварда Дринкера Коупа и Отнијела Чарлса Марша, помогла су разумевању ране историје ове породице. Ламе нису увек биле ограничене на Јужну Америку; обилни остаци слични лами пронађени су у плеистоценским наслагама у Стеновитим планинама и у Централној Америци. Неке од фосилних лама биле су много веће од садашњих облика. Неке врсте су остале у Северној Америци током последњих ледених доба. Северноамеричке ламе су категорисане као један изумрли род, Hemiauchenia. Животиње сличне лами биле су уобичајен призор пре 25.000 година, у савременој Калифорнији, Тексасу, Новом Мексику, Јути, Мисурију и Флориди.
Лоза камилида има добар фосилни запис. Животиње налик камили су праћене од темељно диференцираних, модерних врста све до раних миоценских облика. Њихове карактеристике су постале општије и изгубиле су оне које су их разликовале као камиле; стога су класификовани као артиодактили предака. Фосили ових ранијих облика нису пронађени у Старом свету, што указује да је Северна Америка била првобитни дом камила, и да су преци камила Старог света прешли преко Беринговог копненог моста из Северне Америке. Формирање Панамске превлаке пре три милиона година омогућило је камилима да се шире у Јужну Америку као део Велике америчке размене, где су даље еволуирали. У међувремену, северноамеричке камиле су изумрле на крају плеистоцена.

## Карактеристике
Одрасла лама може да достигне висину од 17 до 18 m (55 ft 9 in до 59 ft 1 in) на врху главе и може да тежи између 130 и 272 kg (287 и 600 lb). У зрелости мужјаци могу имати 94,74 kg, а женке 102,27 kg. По рођењу, младунче ламе (које се назива крија) може да тежи између 9 и 14 kg (20 до 31 lb). Ламе обично живе 15 до 25 година, а неке јединке преживе 30 или више година.
Следеће карактеристике се посебно односе на ламе. Дентиција одраслих: секутићи 1/3 очњака 1/1, преткутњаци 2/2, молари 3/3; укупно 32. У горњој вилици, компримовани, оштар, шиљаст ланијарноформни секутић близу задње ивице премаксиле праћен је код мужјака најмање умереним, шиљастим, закривљеним очњаком у предњем делу максиле. Изоловани премолар сличан очњаку који следи код камила није присутан. Зуби моларне серије, који су у контакту један са другим, састоје се од два веома мала преткутњака (први скоро рудиментарни) и три широка кутњака, конструисаних генерално попут оних код Camelus. У доњој вилици, три секутића су дугачка, лопатичаста и испружена; спољашњи су најмањи. Поред њих налази се закривљени, субректни очњак, праћен након интервала изолованим минутним и често листопадним једноставним конусним преткутњаком; затим суседни низ од једног преткутњака и три молара, који се разликују од оних код рода Camelus по томе што имају мали помоћни стуб на предњој спољној ивици.

## Исхрана
Опције за храњење ламе су прилично широке. Доступан је широк избор комерцијалних и пољопривредних извора сточне хране. Главни одлучујући фактори укључују цену хране, доступност, баланс хранљивих материја и потребну густину енергије. Младе, активно растуће ламе захтевају већу концентрацију хранљивих материја од зрелих животиња због њиховог мањег капацитета дигестивног тракта.
| Телесна тежина (lb) | Трава       | Трава           | Луцерка     | Луцерка         | Кукурузна силажа | Кукурузна силажа |
| Телесна тежина (lb) | (као храна) | (сува материја) | (као храна) | (сува материја) | (као храна)      | (сува материја)  |
| ------------------- | ----------- | --------------- | ----------- | --------------- | ---------------- | ---------------- |
| 22                  | 0,8         | 0,7             | 0,5         | 0,5             | 1,5              | 0,4              |
| 44                  | 1,3         | 1,1             | 0,9         | 0,8             | 2,6              | 0,7              |
| 88                  | 2,1         | 1,9             | 1,5         | 1,3             | 4,3              | 1,2              |
| 110                 | 2,6         | 2,3             | 1,7         | 1,6             | 5,2              | 1,4              |
| 165                 | 3,4         | 3,1             | 2,3         | 2,1             | 6,9              | 1,9              |
| 275                 | 5,0         | 4,5             | 3,4         | 3,1             | 10,1             | 2,8              |
| 385                 | 6,4         | 5,7             | 4,3         | 3,9             | 12,9             | 3,6              |
| 495                 | 7,8         | 7,0             | 5,3         | 4,8             | 15,8             | 4,4              |
| 550                 | 8,5         | 7,6             | 5,7         | 5,2             | 17,0             | 4,8              |

## Понашање
Ламе које су добро социјализоване и обучене да се заустављају и воде након задојавања су веома дружељубиве и пријатне да буду у близини. Оне су изузетно радознали и већина ће лако прићи људима. Међутим, ламе које су храњене на флашицу или које су превише социјализоване и којима се превише рукује у младости постају изузетно тешке руковање када буду одрасле, када ће почети да се понашају према људима као што се опходе једне према другима, што карактеришу напади пљувања, ударања и рвања вратом.
Ламе се сада користе као сертификоване терапијске животиње у старачким домовима и болницама. Лама Ројо, која се налази на северозападу Пацифика, је сертификована 2008. Клиника Мајо наводи да терапија уз помоћ животиња може да смањи бол, депресију, анксиозност и умор. Ова врста терапије расте у популарности, а учествује неколико организација широм Сједињених Држава.
Када се правилно одгајају, ламе које пљују човека је ретка ствар. Међутим, ламе су веома друштвене животиње у крду и понекад пљују једна на другу како би дисциплиновале ламе нижег ранга. Друштвени ранг ламе у крду никада није статичан. Они увек могу да се крећу горе или доле на друштвеној лествици бирајући мале туче. Ово се обично ради између мужјака да се види који ће постати доминантан. Њихове борбе су визуелно драматичне, карактерише их пљување, набијање једних на друге прсима, рвање вратом и ударање ногама, углавном да би се други избацио из равнотеже. Женке се обично виде само како пљују да би контролисале друге чланове стада. Може се утврдити колико је лама узнемирена по материјалима у испљувку. Што је лама више изиритирана, то ће дубље покушавати да извуче пљувачни материјал из сваког од три одељка стомака.
Иако се друштвена структура може стално мењати, оне живе као породица и брину једни о другима. Ако неко примети чудну буку или се осећа угрожено, емитује се аларм - гласан, рески звук који се ритмично подиже и спушта, а сви остали постају опрезни. Често певушити једни другима као облик комуникације.
Ламино стењање или „мва” стењање често је знак страха или беса. Несрећне или узнемирене ламе ће положити уши, док су уши подигнуте нагоре знак среће или радозналости.
„Оргле” је звук парења ламе или алпаке, који производи сексуално узбуђен мужјак. Звук подсећа на гргутање, али са снажнијом ивицом зујања. Мужјаци започињу звук када се узбуде и настављају током копулације.

### Чуварско понашање
Lancashire, circa 1912]]
Коришћење лама као чувара стоке у Северној Америци почело је током раних 1980-их, и неки произвођачи оваца су од тада успешно користили ламе. Неки би их чак користили да чувају своје мање рођаке, алпаке. Најчешће се користе у западним регионима Сједињених Држава, где преовлађују већи предатори, као што су којоти и дивљи пси. Обично се користи један кастрат (кастриран мужјак).
Истраживања сугеришу да коришћење више лама чувара није тако ефикасно као један. Више мужјака има тенденцију да се вежу једни за друге, а не за стоку и могу игнорисати стадо. Кастрат од две године блиско се везује за своје ново стадо и инстинктивно је веома ефикасан у спречавању грабежљиваца. Неке ламе се брже везују за овце или козе ако се уведу непосредно пре јагњења. Многи произвођачи оваца и коза указују на то да се специјална веза брзо развија између јагњади и њихове ламе чувара, и лама је посебно заштитничка према јагњади.
Коришћење ламе као чувара смањило је губитке од предатора за многе произвођаче. Вредност уштеђене стоке сваке године премашује цену куповине ламе и годишње одржавање. Иако није свака лама прикладна за тај посао, већина представља одрживу, несмртоносну алтернативу за смањење предаторства, која не захтева обуку и мало неге.

## Влакна
Ламе имају фину поддлаку, која се може користити за ручне радове и одећу. Груба спољна заштитна коса се користи за тепихе, зидне завесе и већу ужад. Влакно долази у многим бојама, од беле или сиве до црвенкасто-браон, браон, тамно смеђе и црне.
| Животиња                     | Пречник влакна (микрометри) |
| ---------------------------- | --------------------------- |
| Викуња                       | 6–10                        |
| Алпака (Сури)                | 10–15                       |
| Мошусно говече (Кивијут)     | 11–13                       |
| Мерино овца                  | 12–20                       |
| Ангорски зец (Ангора вуна)   | 13                          |
| Кашмирска коза (Кашмир вуна) | 15–19                       |
| Јак (Јак влакно)             | 15–19                       |
| Камела (Камења длака)        | 16–25                       |
| Гванако                      | 16–18                       |
| Лама (Тапада)                | 20–30                       |
| Чинчила                      | 21                          |
| Ангорска коза (Мохер)        | 25–45                       |
| Вакаја алпака                | 27,7                        |
| Лама (Кара)                  | 30–40                       |

## Медицинске употребе
Доктори и истраживачи су утврдили да ламе поседују антитела која су погодна за лечење одређених болести. Научници проучавају начин на који ламе могу допринети борби против коронавируса, укључујући MERS и SARS-CoV-2 (који изазива Ковид-19).

## Историја припитомљавања

### Културе пре Инка
Научник Алекс Чепстоу-Ласти је тврдио да је прелазак са ловачко-сакупљачког начина живота на широко распрострањену пољопривреду био могућ само због употребе балеге ламе као ђубрива.
Народ Моче је често стављао ламе и њихове делове у сахране важних људи као понуде или намирнице за загробни живот. Моче из предколумбијског Перуа су приказивали ламе прилично реалистично у својој керамици.

### Инка царство
У Царству Инка, ламе су биле једине теретне животиње, а многи људи којима су Инке доминирали имали су дугу традицију сточарства лама. За племство Инка, лама је била симболична, а фигуре ламе су често сахрањиване са мртвима. У Јужној Америци ламе се и даље користе као вучне животиње, као и за производњу влакана и меса.
Инка божанство Уркучилај је приказано у облику разнобојне ламе.
Карл Трол је тврдио да је велики број лама пронађених у планинским пределима јужног Перуа био суштински фактор у успону Царства Инка. Вреди имати у виду да се максимални обим Царства Инка отприлике поклапао са најзначајнијом дистрибуцијом алпака и лама у пре-хиспанској Америци. Веза између андских биома пуна и парамо, сточарства лама и државе Инка је предмет истраживања.

### Шпанско царство
Једна од главних употреба лама у време шпанског освајања било је вађење руде из рудника у планинама. Грегори де Боливар је проценио да је у његово време чак 300.000 било запослено у транспорту производа само из рудника Потоси, али од увођења коња, мазги и магараца, значај ламе као теретне животиње је знатно смањен.
Према Хуану Игнасију Молини, холандски капетан Јорис ван Спилберген је 1614. приметио употребу хуекуеса (вероватно типа ламе) од стране домородаца Мапуча са острва Моча као животиња за орање.
У чилеанском уеку, популација је опала ка изумирању у 16. и 17. веку, а заменила их је европска марва. Узроци изумирања нису јасни. Међутим, познато је да је увођење оваца изазвало одређену конкуренцију међу обе домаће врсте. Анегдотски докази из средине 17. века показују да су обе врсте коегзистирале и сугеришу да је било много више оваца него уекуа. Опадање заступљености достигло је крајњу тачку у касном 18. веку када су само Мапуче из Марикине и Хјуквен поред Ангола узгајали животињу.

### Сједињене Државе
Ламе су први пут увезене у САД током касних 1800-их као експонати у зоолошком врту. Ограничења на увоз стоке из Јужне Америке због болести копита и уста, у комбинацији са недостатком комерцијалног интереса, довели су до тога да је број лама остао низак све до касног 20. века. Током 1970-их, интересовање за ламе као стоку је почело да расте, а број лама се повећавао како су фармери узгајали и производили све већи број животиња. Цена и број лама у САД су брзо расли током 1980-их и 1990-их. Са малим тржиштем за влакна или месо од ламе у САД и ограниченом вредношћу лама чувара, примарна вредност лама била је у узгоју већег броја животиња, што је класичан знак шпекулативног балона у пољопривреди. До 2002. године у САД је било скоро 145.000 лама, према америчком Министарству пољопривреде, а животиње су се продавале за чак 220.000 долара. Међутим, недостатак било каквог крајњег тржишта за животиње резултирао је крахом и цена и броја лама; Велика рецесија је додатно исушила инвестициони капитал, а број лама у САД је почео да опада јер се узгајало мање животиња и старије животиње су умрле од старости. До 2017. број лама у САД је пао испод 40.000. Сличан спекулативни балон доживела је и блиско сродна алпака, која је пукао убрзо након ламског мехура.

## Култура
Као важна животиња и дугогодишња културна икона у Јужној Америци, Ламе су у новијој историји стекле културну важност у западној култури.
На пример, компанија за видео игрице Максис је у великој мери користила ламе као елементе у својим играма, посебно у широко популарној серији игара Симсови, где је лама национални симбол земље у којој је смештена шира серија Сим игара. Онлајн видео игра Фортнајт користи пињата ламе као контејнере за плен, који садрже различите ресурсе у игри. Такође, програмски језик Перл са његовом такозваном Лама књигом је повезан са ламама.